# Cupido helios
Cupido helios är en fjärilsart som beskrevs av Edwards 1871. Cupido helios ingår i släktet Cupido och familjen juvelvingar. Inga underarter finns listade i Catalogue of Life.